# Tinea conferta
Tinea conferta är en fjärilsart som beskrevs av Edward Meyrick 1914. Tinea conferta ingår i släktet Tinea och familjen äkta malar. Inga underarter finns listade i Catalogue of Life.